# ジャパン・アドバタイザー
ジャパン・アドバタイザー（英語：The Japan Advertiser）は、かつて存在した日本の英字新聞及びそれを発行する新聞社。
1890年にアメリカ人印刷業者ロバート・メイクルジョンによって横浜にて創刊された。1940年にジャパン・タイムズに吸収合併された。

## 歴史・概要
1890年にアメリカ人印刷業者ロバート・メイクルジョン（Robert Meiklejohn）が横浜にて創刊。1908年、アメリカ人記者のベンジャミン・ウィルフリッド・フライシャー（Benjamin Wilfrid Fleisher）が買収し社主となる。1913年に拠点を東京に移す。1940年に日米関係悪化の中、フライシャーは事業売却を余儀なくされ「ジャパン・タイムズ」に吸収される。紙名は「ジャパンタイムズ&アドバダイザー」（後の「ジャパンタイムズ」）となる。

## 主な出版物
1919年には社主のアメリカ人ベンジャミン・ウィルフリッド・フライシャーにより雑誌「トランス・パシフィック（The Trans-Pacific、聯太平洋）」が創刊。1919年9月から月刊、その後週刊誌として1940年10月まで発行された。

## 関連人物
- バートン・クレーン
- J・B・ハリス
- 白洲次郎
- カール・クロウ
- トマス・バティ
- 陸奥イアン陽之助